# WEEKEND PARADISE
『WEEKEND PARADISE』（ウィークエンドパラダイス）は、2013年4月5日から2021年9月24日まで岡山エフエム放送 (FM OKAYAMA) で放送されていたラジオ番組。略称はウィーパラ。
1999年4月の開局以来14年間放送されていた『VV-AMUSEMENT BOX』に替わってスタートした。新旧の邦楽・洋楽をリクエストも交えて紹介するほか、岡山のエンタテイメントや週末情報をリスナーに向けて伝える音楽情報番組である。

## 放送時間
いずれも日本標準時。
- 金曜 16:00 - 19:00（2013年4月5日 - 2018年12月21日）
- 金曜 16:00 - 18:30（2019年1月4日 - 2021年9月24日） - 岡山放送 (OHK) とのコラボレーション番組『ラジOH!』の放送開始に伴い、30分縮小。

## DJ
- 西村愛（2013年4月5日 - 2015年12月18日）
- 林智美（2016年1月8日 - 2021年9月24日） - 番組内では『トミー』の愛称で呼ばれていた。

### 代理DJ
- 大橋由佳（2020年4月10日 - 2020年6月26日、2021年1月15日 - 2021年2月26日）
  - DJを担当する林智美の居住地である大阪が、新型コロナウイルス感染症に関する緊急事態宣言発令地域になったことに伴い当該番組の出演を控えるため[2][3]